# Digitální spisovna
Digitální spisovna je technický soubor zařízení pro zaručené a důvěryhodné uchování digitálních dokumentů a digitalizovaných analogových dokumentů. Na rozdíl od digitálního repozitáře je svázána poměrně přísnými pravidly. Obecný světový trend je budovat spisovny podle mezinárodního konceptu OAIS.
Digitální spisovna není DMS (document management systém), ale DPS (document preservation systém), neboť se v ní digitální dokumenty nespravují, ale pouze důvěryhodně uchovají. Dokumenty jsou do spisovny vkládány jako balíčky SIP/AIP, jejichž součástí je nejen samotný digitální dokument, ale i jeho popisná a doplňující metadata a záznam veškerých operací prováděných s dokumentem. Dokument je uložen ve spisovně od vytvoření balíčku až do doběhnutí skartační lhůty dokumentu, v mnohých případech je dokument v digitální spisovně i déle. Dokumenty vložené do spisovny se nesmí nijak pozměňovat a nesmí se vymazat bez řádného skartačního řízení.

## Důvěryhodná a nedůvěryhodná spisovna
Důvěryhodná digitální spisovna je takový systém, který sám dokáže zajistit autenticitu uložených balíčků s dokumenty a důvěryhodnost k jejich dlouhodobého ukládání ve spisovně a dalšímu předávání. Pro důvěryhodnou spisovnu je vhodné využít OAIS (open archival information system) koncept postavený na principu DPS (document preservation systém), nebo LTP (long time preservation). Volba systému závisí na tom, po jak dlouhou dobu budou dokumenty ve spisovně ukládány a zda je nutno zajistit zaručení zajištění důvěryhodnosti.
Nedůvěryhodnou spisovnou rozumíme taktéž systém založený na OAIS konceptu s technologií DPS, avšak tento systém nemusí zajišťovat autenticitu dokumentů a balíčků.

## Hardwarové a softwarové zajištění autenticity
Zajištění autenticity dokumentů se provádí třemi způsoby:
- Fyzická bezpečnost – zajišťování bezpečnosti a autenticity službami hardwarového úložiště (nebo více úložišť),
- Geodiferenciační bezpečnost – provoz více úložišť s více kopiemi dat spisovny v geograficky odlišných místech,
- Datová bezpečnost – zajišťování autenticity jednotlivých balíčků periodickou kontrolou a zaručením důvěryhodnosti.

Ideální je kombinace všech těchto tří metod, aby byla zaručena zejména dlouhodobá bezpečnost a důvěryhodnost těch dokumentů, které jsou ve spisovně uloženy. Dokumenty mohou být ve spisovně třeba i sto let.

## Čitelnost dat a formátů
Digitální dokumenty uložené ve spisovně musejí být nezměněny a hlavně musejí být čitelné i po několika desetiletích. Proto je nutné zvolit takové technické formáty, která zaručují čitelnost i za velmi dlouhou dobu. Nedoporučuje se ukládat do spisovny dokumenty v proprietárním, nebo nedostatečně popsaném formátu, nebo ve formátu, který se mění vždy s novou verzí původního software. Naopak se doporučuje ukládat dokumenty v dlouhodobě prověřených stabilních formátech (archivní formáty).

## Česká praxe
Problematika digitálních spisoven se v České republice začala řešit v posledních letech v souvislosti se zavedením elektronické spisové služby. Digitální spisovna je dalším krokem při správě dokumentů. Český právní řád vyžaduje důvěryhodnost digitální spisovny, která je ve světě obvyklá zejména certifikováním balíčků a souborů dokumentů vložených do spisovny.